# Длуґе (Пшисуський повіт)
Длуґе (пол. Długie) — село в Польщі, у гміні Потворув Пшисуського повіту Мазовецького воєводства.
Населення — 144 особи (2011).
У 1975-1998 роках село належало до Радомського воєводства.

## Демографія
Демографічна структура станом на 31 березня 2011 року:
|          | Загалом | Допрацездатний вік | Працездатний вік | Постпрацездатний вік |
| -------- | ------- | ------------------ | ---------------- | -------------------- |
| Чоловіки | 72      | 18                 | 46               | 8                    |
| Жінки    | 72      | 14                 | 41               | 17                   |
| Разом    | 144     | 32                 | 87               | 25                   |